# Aeropuerto de Araraquara
Aeropuerto de Araraquara (IATA: AQA, OACI: SBAQ), es el aeropuerto que da servicio a Araraquara, Brasil. Lleva el nombre de Bartolomeu Lourenço de Gusmão (1685-1724), sacerdote portugués nacido en Brasil, que investigó sobre el transporte con globos.
Es operado por Rede Voa.

## Historia
El 15 de julio de 2021 se subastó la concesión del aeropuerto a la Rede Voa , bajo la denominación Consórcio Voa NW e Voa SE. El aeropuerto fue operado anteriormente por DAESP.

## Aerolíneas y destinos
En este aeropuerto no operan vuelos regulares.

## Acceso
El aeropuerto está ubicado a 6 km (4 millas) del centro de Araraquara.